# Гандикап (спорт)
Гандика́п (англ. handicap) — в многоэтапных спортивных соревнованиях — способ отражения лидерства на предыдущих этапах в более раннем выпуске на старт в последующих. А также, способ уравнивания возможностей слабых участников соревнования с более сильными путём предоставления им некоего преимущества.

## Применение
Гандикап в данном смысле применяется в тех видах спорта, где соревнование проводится в несколько этапов и конечная победа определяется каким-то одним суммарным показателем (обычно — временем, как в беге или многоэтапных гонках, в других случаях — количеством очков).
Смысл использования гандикапа состоит в том, чтобы на последнем этапе дать каждому участнику преимущество, соответствующее его результатам на предыдущих этапах (то есть искусственно создать ситуацию, которая бы возникла, если бы все этапы проводились последовательно, без перерывов). Это позволяет определять абсолютного победителя соревнования по итогам последнего этапа непосредственно, без дополнительного подсчёта очков или разницы времён по этапам.

## Способ определения
- Гандикап или система Гундерсена применяется для видов, где лидерство определяется только временем (лыжные гонки, биатлон, спортивное ориентирование): из времени каждого участника этапа вычитается время лидера. Соответственно, на следующем этапе участники выпускаются на старт после лидера через полученные промежутки времени. В результате разница во времени завершения этапа равна абсолютной разнице по всем этапам.
- Гандикап в футболе — это численное преимущество одной футбольной команды над другой по итогам или в ходе проведения очной встречи.

- Гандикап в современном пятиборье: на последнем этапе участники стартуют по очереди с интервалом, который определяется разницей в их результатах в четырёх предыдущих видах программы. Первым стартует лидер, потом — спортсмен, занимающий второе место, и т. д. Каждые 4 очка разницы предоставляют преимущество в одну секунду.[2]
- Гандикап в гольфе — числовой показатель квалификации спортсмена. Гибкая система гандикапов в гольфе позволяет соревноваться в игре гольфистам различного уровня подготовки.[3]

- Гандикап в конном спорте — применяется для уравнивания возможностей лошадей разного возраста, с разным количеством успешных выступлений и др. Практикуется дистанционный гандикап (разная длина дистанции для разных участников), весовой (лошадям добавляется дополнительный груз определённого веса) и по скорости (результаты скорости могут быть увеличены или уменьшены на соревнованиях по дистанционным конным пробегам в некоторых странах, например, в ЮАР).[4][5]
- Гандикап в ставках на спорт — вариант ставок, для уравнивания силы команд. К итоговому результату (счёту) одной из команд добавляется заранее объявленный гандикап. После данного сложения букмекер определяет победителя.[6]
- Гандикап в парусном спорте: коррекция результатов регаты с учётом результатов обмера яхты. Целью коррекции является выявление уровня мастерства спортсменов, выступающих на яхтах с различными ходовыми качествами.[7]
- Гандикап в реслинге: командный матч с неравным количеством участников с каждой стороны, например, один против двоих.